# دنیای سینمایی مارول
دنیای سینمایی ماروِل (انگلیسی: Marvel Cinematic Universe؛ (اختصاری MCU)) یک فرنچایز چندرسانه‌ای آمریکایی و دنیای داستانی مشترک است که بر مجموعه‌ای از فیلم‌های ابرقهرمانی تولیدشده توسط مارول استودیوز متمرکز شده‌است. این فیلم‌ها بر پایهٔ شخصیت‌هایی ساخته شده‌اند که در کتاب‌های کمیک آمریکایی منتشرشده توسط مارول کامیکس حضور دارند. این فرنچایز همچنین شامل سریال‌های تلویزیونی، فیلم‌های کوتاه، سریال‌های دیجیتال و ادبیات است. دنیای مشترک، همانند دنیای اصلی مارول در کتاب‌های کمیک، با تقاطع عناصر داستانی، تنظیمات، بازیگران و شخصیت‌های مشترک ایجاد شد.
مارول استودیوز فیلم‌های خود را در گروه‌هایی به نام «فازها» منتشر می‌کند که سه فاز اول به‌طور کلی به نام «حماسه بی‌نهایت» و سه فاز بعدی به نام «حماسه چندجهانی» شناخته می‌شوند. نخستین فیلم MCU، مرد آهنی (۲۰۰۸)، فاز اول را آغاز کرد که در سال ۲۰۱۲ در فیلم متقاطع انتقام‌جویان به اوج خود رسید. فاز دوم با مرد آهنی ۳ (۲۰۱۳) آغاز شد و با مرد مورچه‌ای (۲۰۱۵) به پایان رسید. فاز سوم با فیلم کاپیتان آمریکا: جنگ داخلی (۲۰۱۶) آغاز شد و با مرد عنکبوتی: دور از خانه (۲۰۱۹) به پایان رسید. فاز چهارم با بیوه سیاه (۲۰۲۱) آغاز شد و با پلنگ سیاه: واکاندا تا ابد (۲۰۲۲) به پایان رسید. مرد مورچه‌ای و زنبورک: شیدایی کوانتومی (۲۰۲۳) فاز پنجم را آغاز کرد که با تاندربولتز* (۲۰۲۵) به پایان رسید و فاز ششم با  چهار شگفت انگیز: گام های نخست (۲۰۲۵) آغاز می‌شود. فاز شش و «حماسه چندجهانی» با  انتقام جویان: روز نابودی (۲۰۲۶) و انتقام‌جویان: جنگ‌های مخفی (۲۰۲۷) به پایان خواهند رسید.
تلویزیون مارول در سال ۲۰۱۳ دنیا را به شبکه تلویزیونی با مأموران شیلد در ای‌بی‌سی گسترش داد و سپس به تلویزیون اینترنتی در نتفلیکس و هولو و تلویزیون کابلی در فریفورم ادامه داد. آن‌ها همچنین مجموعه دیجیتالی مأموران شیلد: تیرکمان را تولید کردند. مارول استودیوز شروع به تولید مجموعه تلویزیونی خودش برای پخش در دیزنی پلاس کرد که با وانداویژن در سال ۲۰۲۱ به عنوان آغاز فاز چهارم شروع شد. MCU همچنین شامل کمیک‌هایی است که توسط مارول کامیکس منتشر می‌شوند، مجموعه‌ای از فیلم‌های کوتاه ویدیویی به نام مارول وان-شاتس می‌باشد.
این فرنچایز از نظر تجاری موفق بوده و عموماً نقدهای مثبتی دریافت کرده‌است و پرفروش‌ترین فرنچایز فیلم تمام زمان‌ها است. این الهام‌بخش دیگر استودیوهای فیلم و تلویزیون برای تلاش برای ساخت جهان‌های مشترک مشابه است، و همچنین الهام‌بخش چندین پارک جاذبه موضوعی، یک نمایشگاه هنری، ویژه‌های تلویزیونی، کتاب‌های راهنما برای هر فیلم، چند بازی ویدیویی و تبلیغات است.

## آماده‌سازی
در سال ۲۰۰۵، مارول استودیوز تصمیم گرفت تا فیلم‌هایی مستقل بسازد و آن‌ها را از طریق پارامونت پیکچرز توزیع کند. پیش از این، این استودیو به همراه کلمبیا پیکچرز، نیولاین سینما و چند کمپانی دیگر از جمله فاکس قرن بیستم، اقدام به ساخت فیلم‌های ابرقهرمانی کرده بود. مارول از این پروژه‌ها سود کمی نصیبش می‌شد و در نظر داشت تا کنترل هنری بیشتری روی فیلم‌ها داشته باشد و در کنار آن پول بیشتری از توزیع فیلم‌ها دربیاورد. کوین فایگی، رئیس مارول استودیوز، به این نتیجه رسید که به جز مرد عنکبوتی، مردان ایکس و چهار شگفت‌انگیز، که حق ساخت فیلم‌هایشان به ترتیب در اختیار سونی و فاکس بود، مارول هنوز حق ساخت فیلم‌های شخصیت‌هایی که هستهٔ اصلی انتقام‌جویان را تشکیل می‌دهند را داراست. فایگی رؤیای ساخت یک دنیای سینمایی مشترک را در سر داشت، شبیه دنیایی که استن لی و جک کربی در دهه ۶۰ میلادی، در کمیک‌ها ایجاد کردند. برای تأمین بودجهٔ این پروژه، استودیو ۵۲۵ میلیون دلار از مریل لینچ کمک‌هزینه گرفت. طرح مارول این‌گونه بود که برای هر شخصیت یک فیلم جداگانه بسازد و بعد در یک فیلم تقاطعی، آن‌ها را دور هم جمع کند. این طرح بسیار موفقیت‌آمیز بود و اکنون دنیای سینمایی مارول بزرگترین فرنچایز سینمایی دنیاست.

## فیلم‌ها

### حماسه ابدیت
فیلم‌های فاز اول تا سوم در مجموع با نام «حماسه ابدیت» (The Infinity Saga) شناخته می‌شوند.
| فیلم                            | تاریخ انتشار در ایالات متحده | کارگردان             | فیلم‌نامه‌نویس                                                                            | تهیه‌کننده                          | توضیحات   |
| فاز یک                          | فاز یک                       | فاز یک               | فاز یک                                                                                  | فاز یک                             | فاز یک    |
| ------------------------------- | ---------------------------- | -------------------- | --------------------------------------------------------------------------------------- | ---------------------------------- | --------- |
| مرد آهنی                        | ۲ مه ۲۰۰۸                    | جان فاورو            | مارک فرگوس، هاوک اوتسبی، آرت مالکوم و مت هالوی                                          | آوی آراد و کوین فایگی              | منتشر شده |
| هالک شگفت‌انگیز                  | ۱۳ ژوئن ۲۰۰۸                 | لویس لتریر           | زک پن                                                                                   | آوی آراد، گیل آن هارد و کوین فایگی | منتشر شده |
| مرد آهنی ۲                      | ۷ مه ۲۰۱۰                    | جان فاورو            | جاستین ثرو                                                                              | کوین فایگی                         | منتشر شده |
| ثور                             | ۶ مه ۲۰۱۱                    | کنت برانا            | اشلی میلر، زک استنتز و دن پاین                                                          | کوین فایگی                         | منتشر شده |
| کاپیتان آمریکا: نخستین انتقام‌جو | ۲۲ ژوئیه ۲۰۱۱                | جو جانستون           | کریستوفر مارکوس و استیون مک‌فیلی                                                         | کوین فایگی                         | منتشر شده |
| انتقام‌جویان                     | ۴ مه ۲۰۱۲                    | جاس ویدون            | جاس ویدون                                                                               | کوین فایگی                         | منتشر شده |
| فاز دو                          |                              |                      |                                                                                         |                                    |           |
| مرد آهنی ۳                      | ۳ مه ۲۰۱۳                    | شین بلک              | درو پی‌یرس و شین بلک                                                                     | کوین فایگی                         | منتشر شده |
| ثور: دنیای تاریک                | ۸ نوامبر ۲۰۱۳                | آلن تیلور            | کریستوفر یاست، کریستوفر مارکوس و استیون مک‌فیلی                                          | کوین فایگی                         | منتشر شده |
| کاپیتان آمریکا: سرباز زمستان    | ۴ آوریل ۲۰۱۴                 | آنتونی و جو روسو     | کریستوفر مارکوس و استیون مک‌فیلی                                                         | کوین فایگی                         | منتشر شده |
| نگهبانان کهکشان                 | ۱ اوت ۲۰۱۴                   | جیمز گان             | جیمز گان و نیکول پرلمن                                                                  | کوین فایگی                         | منتشر شده |
| انتقام‌جویان: عصر اولتران        | ۱ مه ۲۰۱۵                    | جاس ویدون            | جاس ویدون                                                                               | کوین فایگی                         | منتشر شده |
| مرد مورچه‌ای                     | ۱۷ ژوئیه ۲۰۱۵                | پیتون رید            | ادگار رایت، جو کرنیش، آدام مک‌کی و پل راد                                                | کوین فایگی                         | منتشر شده |
| فاز سه                          |                              |                      |                                                                                         |                                    |           |
| کاپیتان آمریکا: جنگ داخلی       | ۶ مه ۲۰۱۶                    | آنتونی و جو روسو     | کریستوفر مارکوس و استیون مک‌فیلی                                                         | کوین فایگی                         | منتشر شده |
| دکتر استرنج                     | ۴ نوامبر ۲۰۱۶                | اسکات دریکسون        | جان اسپیتز، اسکات دریکسون و رابرت کرگیل                                                 | کوین فایگی                         | منتشر شده |
| نگهبانان کهکشان بخش ۲           | ۵ مه ۲۰۱۷                    | جیمز گان             | جیمز گان                                                                                | کوین فایگی                         | منتشر شده |
| مرد عنکبوتی: بازگشت به خانه     | ۷ ژوئیه ۲۰۱۷                 | جان واتس             | جاناتان گلداستاین و جان فرانسیس دالی و جان واتس، کریستوفر فورد، کریس مک‌کنا و اریک سامرز | کوین فایگی و امی پاسکال            | منتشر شده |
| ثور: رگناروک                    | ۳ نوامبر ۲۰۱۷                | تایکا وایتیتی        | اریک پیرسون                                                                             | کوین فایگی                         | منتشر شده |
| پلنگ سیاه                       | ۱۶ فوریه ۲۰۱۸                | رایان کوگلر          | جو رابرت کول و رایان کوگلر                                                              | کوین فایگی                         | منتشر شده |
| انتقام‌جویان: جنگ ابدیت          | ۲۷ آوریل ۲۰۱۸                | آنتونی و جو روسو     | کریستوفر مارکوس و استیون مک‌فیلی                                                         | کوین فایگی                         | منتشر شده |
| مرد مورچه‌ای و زنبورک            | ۶ ژوئیه ۲۰۱۸                 | پیتون رید            | اندرو برر، گابریل فراری و پل راد                                                        | کوین فایگی و استفن بروسرد          | منتشر شده |
| کاپیتان مارول                   | ۸ مارس ۲۰۱۹                  | آنا بودن و رایان فلک | جنوا رابرتسون-دووت                                                                      | کوین فایگی                         | منتشر شده |
| انتقام‌جویان: پایان بازی         | ۲۶ آوریل ۲۰۱۹                | آنتونی و جو روسو     | کریستوفر مارکوس و استیون مک‌فیلی                                                         | کوین فایگی                         | منتشر شده |
| مرد عنکبوتی: دور از خانه        | ۵ ژوئیه ۲۰۱۹                 | جان واتس             | کریس مک‌کنا و اریک سامرز                                                                 | کوین فایگی و ایمی پاسکال           | منتشر شده |

### حماسه چندجهانی
فیلم‌های فاز چهارم تا ششم در مجموع به عنوان «حماسه چندجهانی» (The Multiverse Saga) شناخته می‌شوند.
| فیلم                                  | تاریخ انتشار در ایالات متحده | کارگردان         | فیلم‌نامه‌نویس                                    | تهیه‌کننده                        | توضیحات      |
| فاز چهارم                             | فاز چهارم                    | فاز چهارم        | فاز چهارم                                       | فاز چهارم                        | فاز چهارم    |
| ------------------------------------- | ---------------------------- | ---------------- | ----------------------------------------------- | -------------------------------- | ------------ |
| بیوه سیاه                             | ۹ ژوئیه ۲۰۲۱                 | کیت شورتلند      | اریک پیرسون                                     | کوین فایگی                       | منتشرشده     |
| شانگ چی و افسانه ده حلقه              | ۳ سپتامبر ۲۰۲۱               | دستین دنیل کرتون | دیوید کالاهام دستین دنیل کریتون اندرو لانهام    | کوین فایگی مارول استودیوز        | منتشرشده     |
| جاودانگان                             | ۵ نوامبر ۲۰۲۱                | کلویی ژائو       | کلویی ژائو پاتریک بورلی رایان فریپو کاز فریپو   | کوین فایگی مارول استودیوز        | منتشرشده     |
| مرد عنکبوتی: راهی به خانه نیست        | ۱۷ دسامبر ۲۰۲۱               | جان واتس         | کریس مک کنا و اریک سامرز                        | کوین فایگی و ایمی پاسکال         | منتشرشده     |
| دکتر استرنج در چندجهانی دیوانگی       | ۶ مه ۲۰۲۲                    | سم ریمی          | جید بارلت مایکل والدرون                         | کوین فایگی                       | منتشرشده     |
| ثور: عشق و تندر                       | ۸ ژوئیه ۲۰۲۲                 | تایکا وایتیتی    | تایکا وایتیتی جنیفر کیتین رابینسون              | کوین فایگی مارول استودیوز        | منتشرشده     |
| پلنگ سیاه: واکاندا تا ابد             | ۱۱ نوامبر ۲۰۲۲               | رایان کوگلر      | رایان کوگلر جو رابرت کول                        | کوین فایگی                       | منتشرشده     |
| فاز پنجم                              |                              |                  |                                                 |                                  |              |
| مرد مورچه‌ای و زنبورک: شیدایی کوانتومی | ۱۷ فوریه ۲۰۲۳                | پیتون رید        | جف لاونس                                        | کوین فایگی                       | منتشرشده     |
| نگهبانان کهکشان بخش ۳                 | ۵ مه ۲۰۲۳                    | جیمز گان         | جیمز گان                                        | کوین فایگی                       | منتشرشده     |
| مارول‌ها                               | ۱۰ نوامبر ۲۰۲۳               | نیا داکوستا      | مگان مک‌دانل                                     | کوین فایگی                       | منتشرشده     |
| ددپول و ولورین                        | ۲۶ ژوئیه ۲۰۲۴                | شان لوی          | رت ریس پال ورنیک                                | کوین فایگی رایان رینولدز شان لوی | منتشرشده     |
| کاپیتان آمریکا: دنیای شجاع جدید       | ۱۴ فوریه ۲۰۲۵                | ژولیوس اونا      | مالکوم اسپلمن و دالان موسون                     | کوین فایگی                       | منتشرشده     |
| تاندربولتز*                           | ۲ مه ۲۰۲۵                    | جیک شرایر        | اریک پیرسون                                     | کوین فایگی                       | منتشرشده     |
| فاز ششم                               |                              |                  |                                                 |                                  |              |
| چهار شگفت‌انگیز : گام های نخست         | ۲۵ ژوئیه ۲۰۲۵                | مت شکمن          | جف کپلن ایان اسپرینگر                           | کوین فایگی                       | منتشرشده     |
| مرد عنکبوتی: روز از نو                | ۳۱ ژوئیه ۲۰۲۶                | دستین دنیل کرتون | مایکل والدرون، کریستوفر مارکوس واستیون مک فیلی  | کوین فایگی، آنتونی و جو روسو     | پیش تولید    |
| انتقام جویان: روز حساب                | ۲۸ دسامبر ۲۰۲۶               | آنتونی و جو روسو | کریس مک‌کنا و اریک سامرز                         | کوین فایگی و ایمی پاسکال         | پیش تولید    |
| انتقام جویان :جنگ های پنهان           | ۲۷ دسامبر ۲۰۲۷               | آنتونی و جو روسو | مایکل والدرون، کریستوفر مارکوس و استیون مک فیلی | کوین فایگی، آنتونی و جو روسو     | در حال توسعه |

### آینده
| نام فیلم                                  | تاریخ انتشار | کارگردان         | فیلمنامه‌نویس‌ها   | تهیه‌کنندگان                 | وضعیت        |
| ----------------------------------------- | ------------ | ---------------- | ---------------- | --------------------------- | ------------ |
| جنگ های زرهی                              | ن/م          | ن/م              | یاسر لستر        | کوین فایگی                  | در حال توسعه |
| پلنگ سیاه ۳                               | ن/م          | رایان کوگلر      | رایان کوگلر      | کوین فایگی و نیت مور        | در حال توسعه |
| فیلمی از بلید                             | ن/م          | ن/م              | اریک پیرسون      | کوین فایگی                  | در حال توسعه |
| دنبالهٔ بدون عنوان شانگ‌چی و افسانه ده حلقه | ن/م          | دستین دنیل کرتون | دستین دنیل کرتون | کوین فایگی و جاناتان شوارتز | در حال توسعه |
| فیلم بدون عنوان مردان ایکس                | ن/م          | ن/م              | ن/م              | کوین فایگی                  | در حال توسعه |
| فیلمی از اسکارت ویچ                       | ن/م          | ن/م              | ن/م              | کوین فایگی                  | در حال توسعه |

## مجموعه‌های تلویزیونی
این فهرستی از مجموعه‌های تلویزیونی است که در تداوم با فیلم‌های منتشرشده در حماسه چندجهانی به صورت انحصاری از طریق دیزنی پلاس منتشر شده‌اند. برای سریال‌های پیشین، فهرست مجموعه‌های تلویزیونی دنیای سینمایی مارول را ببینید.
| فاز چهارم                       | فاز چهارم                                   | فاز چهارم      | فاز چهارم      | فاز چهارم      | فاز چهارم        | فاز چهارم        | فاز چهارم    | فاز چهارم |
| مجموعه تلویزیونی                | به انگلیسی                                  | فصل            | فصل            | اپیزود         | تاریخ اصلی نمایش | تاریخ اصلی نمایش | وضعیت        | منبع      |
| مجموعه تلویزیونی                | به انگلیسی                                  | فصل            | فصل            | اپیزود         | نخستین قسمت      | آخرین قسمت       | وضعیت        | منبع      |
| ------------------------------- | ------------------------------------------- | -------------- | -------------- | -------------- | ---------------- | ---------------- | ------------ | --------- |
| وانداویژن                       | Wandavision                                 |                | ۱              | ۹              | ۱۵ ژانویه ۲۰۲۱   | ۵ مارس ۲۰۲۱      | منتشرشده     | [ ۴۸ ]    |
| فالکون و سرباز زمستان           | The Falcon and the Winter Soldier           |                | ۱              | ۶              | ۱۹ مارس ۲۰۲۱     | ۲۳ آوریل ۲۰۲۱    | منتشرشده     | [ ۴۹ ]    |
| لوکی                            | Loki 1                                      |                | ۱              | ۶              | ۹ ژوئن ۲۰۲۱      | ۱۴ ژوئیه ۲۰۲۱    | منتشرشده     | [ ۵۰ ]    |
| چه می‌شود اگر… ؟                 | What If....? 1                              |                | ۱              | ۹              | ۱۱ اوت ۲۰۲۱      | ۶ اکتبر ۲۰۲۱     | منتشرشده     | [ ۳۹ ]    |
| هاکای                           | Hawkeye                                     |                | ۱              | ۶              | ۲۴ نوامبر ۲۰۲۱   | ۲۲ دسامبر ۲۰۲۱   | منتشرشده     | [ ۵۱ ]    |
| شوالیه ماه                      | Moonknight                                  |                | ۱              | ۶              | ۳۰ مارس ۲۰۲۲     | ۴ مه ۲۰۲۲        | منتشرشده     | [ ۵۲ ]    |
| خانم مارول                      | Ms.Marvel                                   |                | ۱              | ۶              | ۸ ژوئن ۲۰۲۲      | ۱۳ ژوئیه ۲۰۲۲    | منتشرشده     | [ ۵۳ ]    |
| من گروت هستم                    | I'm Groot                                   |                | ۱              | ۵              | ۱۰ اوت ۲۰۲۲      | ۱۰ اوت ۲۰۲۲      | منتشرشده     | [ ۴۹ ]    |
| شی‌هالک: وکیل دادگستری           | She-Hulk: Attorney at Law                   |                | ۱              | ۹              | ۱۷ اوت ۲۰۲۲      | ۱۲ اکتبر ۲۰۲۲    | منتشرشده     | [ ۵۴ ]    |
| گرگینه در شب                    | Werewolf by Night                           | ویژهٔ تلویزیونی | ویژهٔ تلویزیونی | ویژهٔ تلویزیونی | اکتبر ۲۰۲۲       | اکتبر ۲۰۲۲       | منتشرشده     | [ ۵۵ ]    |
| نگهبانان کهکشان ویژهٔ تعطیلات    | The Guardians of the Galaxy Holiday Special | ویژهٔ تلویزیونی | ویژهٔ تلویزیونی | ویژهٔ تلویزیونی | دسامبر ۲۰۲۲      | دسامبر ۲۰۲۲      | منتشرشده     | [ ۵۶ ]    |
| فاز پنجم                        |                                             |                |                |                |                  |                  |              |           |
| تهاجم مخفی                      | Secret Invasion                             |                | ۱              | ۶              | ۲۱ ژوئن ۲۰۲۳     | ۲۶ جولای ۲۰۲۳    | منتشرشده     | [ ۵۷ ]    |
| لوکی                            | Loki 2                                      |                | ۲              | ۶              | ۵ اکتبر ۲۰۲۳     | ۹ نوامبر ۲۰۲۳    | منتشرشده     | [ ۳۸ ]    |
| چه می‌شود اگر… ؟                 | What if......? 2                            |                | ۲              | ۹              | ۲۲ دسامبر ۲۰۲۳   | ۳۰ دسامبر ۲۰۲۳   | منتشرشده     | [ ۵۹ ]    |
| چه می‌شود اگر… ؟                 | What if......? 3                            | ۳              | ۸              | ۲۲ دسامبر ۲۰۲۴ | ۲۹ دسامبر ۲۰۲۴   | [ ۴۹ ]           | منتشرشده     |           |
| اکو                             | Echo                                        |                | ۱              | ۵              | ۹ ژانویه ۲۰۲۴    | ۹ ژانویه ۲۰۲۴    | منتشرشده     | [ ۶۰ ]    |
| مردان ایکس ۹۷                   | X-Men '97                                   |                | ۱              | ۱۰             | ۲۰ مارس ۲۰۲۴     | ۱۵ مه ۲۰۲۴       | منتشرشده     | [ ۳۴ ]    |
| آگاتا: تمام مدت                 | Agatha All Along                            |                | ۱              | ۹              | ۱۸ سپتامبر ۲۰۲۴  | ۳۰ اکتبر ۲۰۲۴    | منتشرشده     | [ ۶۱ ]    |
| دوست خوب محله شما : مرد عنکبوتی | Your good neighborhood : Spider-Man         |                | ۱              | ۱۰             | ۲۹ ژانویه ۲۰۲۵   | ۱۹ فوریه ۲۰۲۵    | منتشرشده     | [ ۴۹ ]    |
| دردویل: تولد دوباره             | Daredevil: Born Again                       |                | ۱              | ۹              | ۴ مارس ۲۰۲۵      | ۱۶ آپریل ۲۰۲۵    | منتشرشده     | [ ۶۲ ]    |
| آیرون‌هارت                       | Iron-Heart                                  |                | ۱              | ۶              | ۲۴ ژوئن ۲۰۲۵     | ن/م              | پس تولید     | [ ۶۳ ]    |
| فاز ششم                         |                                             |                |                |                |                  |                  |              |           |
| چشمان واکاندا                   | The Eyes of Wakanda                         |                | ۱              | ۴              | ۶ اوت ۲۰۲۵       | ن/م              | تولید        | [ ۶۴ ]    |
| زامبی های مارول                 | Marvel's Zombies                            |                | ۱              | ۴              | ۳ اکتبر ۲۰۲۵     | ن/م              | پس تولید     | [ ۴۹ ]    |
| مرد شگفت انگیز                  | Incredible Man                              |                | ۱              | ۸-۱۰           | دسامبر ۲۰۲۵      | ن/م              | پس تولید     | [ ۴۹ ]    |
| ویژن کوئست                      | Vision-quest                                |                | ۱              | ن/م            | ۲۰۲۶             | ن/م              | در حال توسعه | [ ۴۹ ]    |

## خط زمانی
| ۱۹۴۳      | نخستین انتقام‌جو                       |
| ۱۹۴۴–۱۹۴۵ |                                       |
| ۱۹۴۶      | مامور کارتر                           |
| ۱۹۴۷–۱۹۹۴ |                                       |
| ۱۹۹۵      | کاپیتان مارول                         |
| ۱۹۹۶–۲۰۰۹ |                                       |
| ۲۰۱۰      | مرد آهنی                              |
| ۲۰۱۱      | مرد آهنی ۲                            |
| ۲۰۱۱      | هالک شگفت‌انگیز                        |
| ۲۰۱۱      | یک اتفاق خنده‌دار                      |
| ۲۰۱۱      | ثور                                   |
| ۲۰۱۱      | مشاور                                 |
| ۲۰۱۲      | انتقام‌جویان                           |
| ۲۰۱۲      | آیتم ۴۷                               |
| ۲۰۱۲      | مرد آهنی ۳                            |
| ۲۰۱۳      | درود برتو پادشاه                      |
| ۲۰۱۳      | ثور: دنیای تاریک                      |
| ۲۰۱۴      | سرباز زمستان                          |
| ۲۰۱۴      | نگهبانان کهکشان                       |
| ۲۰۱۴      | من گروت هستم قسمت ۱                   |
| ۲۰۱۴      | نگهبانان کهکشان بخش ۲                 |
| ۲۰۱۴      | من گروت هستم قسمت ۲–۵                 |
| ۲۰۱۵      | عصر اولتران                           |
| ۲۰۱۵      | مرد مورچه‌ای                           |
| ۲۰۱۶      | کاپیتان آمریکا: جنگ داخلی             |
| ۲۰۱۶      | بیوه سیاه                             |
| ۲۰۱۶      | پلنگ سیاه                             |
| ۲۰۱۶      | بازگشت به خانه                        |
| ۲۰۱۶      | دکتر استرنج (به ۲۰۱۷)                 |
| ۲۰۱۷      | ثور: رگناروک                          |
| ۲۰۱۸      | مرد مورچه‌ای و زنبورک                  |
| ۲۰۱۸      | جنگ ابدیت                             |
| ۲۰۱۹–۲۰۲۲ |                                       |
| ۲۰۲۳      | پایان بازی                            |
| ۲۰۲۳      | وانداویژن                             |
| ۲۰۲۴      | فالکون و سرباز زمستان                 |
| ۲۰۲۴      | شانگ چی                               |
| ۲۰۲۴      | جاودانگان                             |
| ۲۰۲۴      | دور از خانه                           |
| ۲۰۲۴      | راهی به خانه نیست                     |
| ۲۰۲۴      | چندجهانی دیوانگی                      |
| ۲۰۲۴      | هاکای                                 |
| ۲۰۲۵      | شوالیه ماه                            |
| ۲۰۲۵      | واکاندا تا ابد                        |
| ۲۰۲۵      | شی‌هالک                                |
| ۲۰۲۵      | خانم مارول                            |
| ۲۰۲۵      | عشق و تندر                            |
| ۲۰۲۵      | نگهبانان کهکشان ویژه تعطیلات          |
| ۲۰۲۶      | مرد مورچه‌ای و زنبورک: شیدایی کوانتومی |
| ۲۰۲۶      | نگهبانان کهکشان بخش ۳                 |
| ۲۰۲۶      | تهاجم مخفی                            |
| ۲۰۲۶      | مارول ها                              |
| ۲۰۲۶      | ددپول و ولورین                        |
| ۲۰۲۶      | آگاتا تمام مدت                        |
| ۲۰۲۶      | آمریکا: دنیای جدید شجاع               |

در طول فاز یک، مارول استودیوز برخی از داستان‌های فیلم‌های خود را با ارجاع به یکدیگر تنظیم کرد، اگرچه هیچ برنامهٔ بلندمدتی برای جدول زمانی دنیای مشترک در آن نقطه نداشت. داستان مرد آهنی ۲ شش ماه پس از وقایع مرد آهنی، و بر پایهٔ نظرات نیک فیوری تقریباً همزمان با ثور است. تعدادی از فیلم‌های مارول وان-شات نیز در مورد رویدادهای فیلم‌های فاز اول اتفاق می‌افتند، از جمله مشاور (پیش از رویدادهای مرد آهنی ۲ و هالک شگفت‌انگیز) و یک اتفاق خنده‌دار در راه چکش ثور رخ داد (پیش از رویدادهای از ثور)، آیتم ۴۷ (پس از انتقام‌جویان)، و مأمور کارتر (یک سال پس از رویدادهای کاپیتان آمریکا: نخستین انتقام‌جو).
به‌منظور ساده‌سازی جدول زمانی درون‌جهانی، فیلم‌های فاز دوم تقریباً در زمان واقعی مربوط به انتقام‌جویان تنظیم شدند: مرد آهنی ۳ حدود شش ماه بعد، در طول کریسمس می‌گذرد. ثور: دنیای تاریک یک سال بعد اتفاق می‌افتد، و کاپیتان آمریکا: سرباز زمستان دو سال بعد است. انتقام‌جویان: عصر اولتران و مرد مورچه‌ای در سال ۲۰۱۵، با گذراندن چندین ماه بین آن فیلم‌ها در دنیای داستانی مانند زندگی واقعی، فاز را به پایان رساندند. فیلم وان-شات درود برتو پادشاه پس از اتفاقات مرد آهنی ۳ می‌گذرد.
برای فاز سوم، کارگردانان، برادران روسو، می‌خواستند به استفاده از زمان واقعی ادامه دهند، بنابراین کاپیتان آمریکا: جنگ داخلی یک سال پس از عصر اولتران آغاز می‌شود، و انتقام‌جویان: جنگ ابدیت دو سال پس از آن. براد ویندرباوم، تهیه‌کننده، گفت که فیلم‌های فاز سه در واقع «روی همدیگر اتفاق می‌افتند» و همانند فاز اول «در هم قفل نمی‌شوند»، و پلنگ سیاه (فیلم ۲۰۱۸) و مرد عنکبوتی: بازگشت به خانه به ترتیب یک هفته و چند ماه پس از جنگ داخلی آغاز می‌شوند؛ ثور: رگناروک چهار سال پس از دنیای تاریک و دو سال پس از عصر اولتران، تقریباً همزمان با جنگ داخلی و بازگشت به خانه آغاز می‌شود. دکتر استرنج طی یک سال تمام اتفاق می‌افتد و با دیگر فیلم‌های MCU «به‌روزشده» به پایان می‌رسد. مرد مورچه‌ای و زنبورک نیز دو سال پس از جنگ داخلی و کمی پیش از جنگ بی‌نهایت اتفاق می‌افتد. و هر دو نگهبانان کهکشان و دنباله آن بخش ۲ به صراحت در سال ۲۰۱۴ تنظیم شده‌اند، که فایگی معتقد بود فاصله‌ای چهار ساله بین بخش ۲ و جنگ ابدیت ایجاد می‌کنند. پس از جنگ بی‌نهایت، برادران روسو گفتند که فیلم‌های آینده لزوماً بر پایهٔ زمان واقعی تنظیم نمی‌شوند، زیرا «راه‌های بسیار مبتکرانه‌ای وجود دارند که داستان می‌تواند از اینجا به کجا برسد»، و هر دو فیلم مرد مورچه‌ای و زنبورک و کاپیتان مارول در خط زمانی زودتری تنظیم شدند، که دومی در سال ۱۹۹۵ می‌گذرد. انتقام‌جویان: پایان بازی اندکی پس از جنگ ابدیت آغاز می‌شود و پس از یک پرش زمانی پنج‌ساله در سال ۲۰۲۳ به پایان می‌رسد. این امر تاریخ چندین فیلم دیگر را چنین تنظیم می‌کند: انتقام جویان در سال ۲۰۱۲؛ ثور: دنیای تاریک در سال ۲۰۱۳؛ نگهبانان کهکشان در سال ۲۰۱۴؛ دکتر استرنج در حدود ۲۰۱۷؛ مرد مورچه‌ای و زنبورک در ۲۰۱۸ پیش از جنگ بی‌نهایت؛ و مرد عنکبوتی: دور از خانه هشت ماه پس از پایان بازی در سال ۲۰۲۴.